# سریوان تپه
سریوان تپه مربوط به هزاره۲ و ۱ قبل از میلاد است و در شهرستان بجنورد، روستای سریوان تپه واقع شده و این اثر در تاریخ ۲۳ فروردین ۱۳۴۶ با شمارهٔ ثبت ۷۱۵ به‌عنوان یکی از آثار ملی ایران به ثبت رسیده است.